# Mitrovits Miklós
Mitrovits Miklós (Pécs, 1978. április 2. –) történész, polonista, tudományos kutató. Az Eötvös Loránd Kutatási Hálózat – ma: Magyar Kutatási Hálózat – Bölcsészettudományi Kutatóközpont Történettudományi Intézetének tudományos munkatársa, a Nemzeti Közszolgálati Egyetem Közép-Európa Kutatóintézetének tudományos főmunkatársa.

## Szakmai tevékenysége
2004-ben az ELTE Bölcsészettudományi karán történelem szakon szerzett diplomát, közben elvégezte a Történeti ruszisztikai és modern szovjetológia programot is. 2004 és 2009 között a Pázmány Péter Katolikus Egyetem Bölcsészettudományi Karán lengyel szakos hallgatója volt, 2006-ban ösztöndíjasként a Varsói Egyetemen is tanult. 2009-ben az ELTE Történelemtudomány doktori iskola 19-20. századi kelet-európai történelem doktori programján summa cum laude minősítéssel PhD fokozatot kapott. Disszertációjában a lengyel Szolidaritás mozgalom és a szovjet politika kapcsolatát mutatta be, amely 2010-ben könyvben is megjelent A remény hónapjai… A lengyel Szolidaritás és a szovjet politika 1980-1981 címmel.
2006-tól a Politikatörténeti Intézet ösztöndíjasa, majd 2012-től tudományos munkatársa. 2012-ben elnyerte az Országos Tudományos Kutatási Alapprogramok (OTKA) Posztdoktori ösztöndíját, illetve két alkalommal (2012-ben és 2016-ban) a Magyar Tudományos Akadémia Bolyai János posztdoktori ösztöndíját is.
2014-től az MTA (ma: ELKH) Bölcsészettudományi Kutatóközpont Történettudományi Intézetének tudományos munkatársa. 2019-től a Nemzeti Közszolgálati Egyetem Közép-Európa Kutatóintézetének tudományos főmunkatársa.
2003 óta rendszeresen kutat magyar, lengyel, orosz és cseh levéltárakban. Fő érdeklődési területe Lengyelország 20. századi története, a lengyel-magyar és a magyar-csehszlovák kapcsolatok, valamint a kelet-közép-európai fejlődés sajátosságainak vizsgálata. Összehasonlító kutatásokat végez Csehszlovákia, Lengyelország és Magyarország politikai, gazdasági és társadalmi fejlődése között. Különösen a második világháború utáni „összekapcsolt történelem” (histoire croisée) iránt érdeklődik, a régió országai közötti kapcsolatok, interakciók, integrációs kísérletek foglalkoztatják.

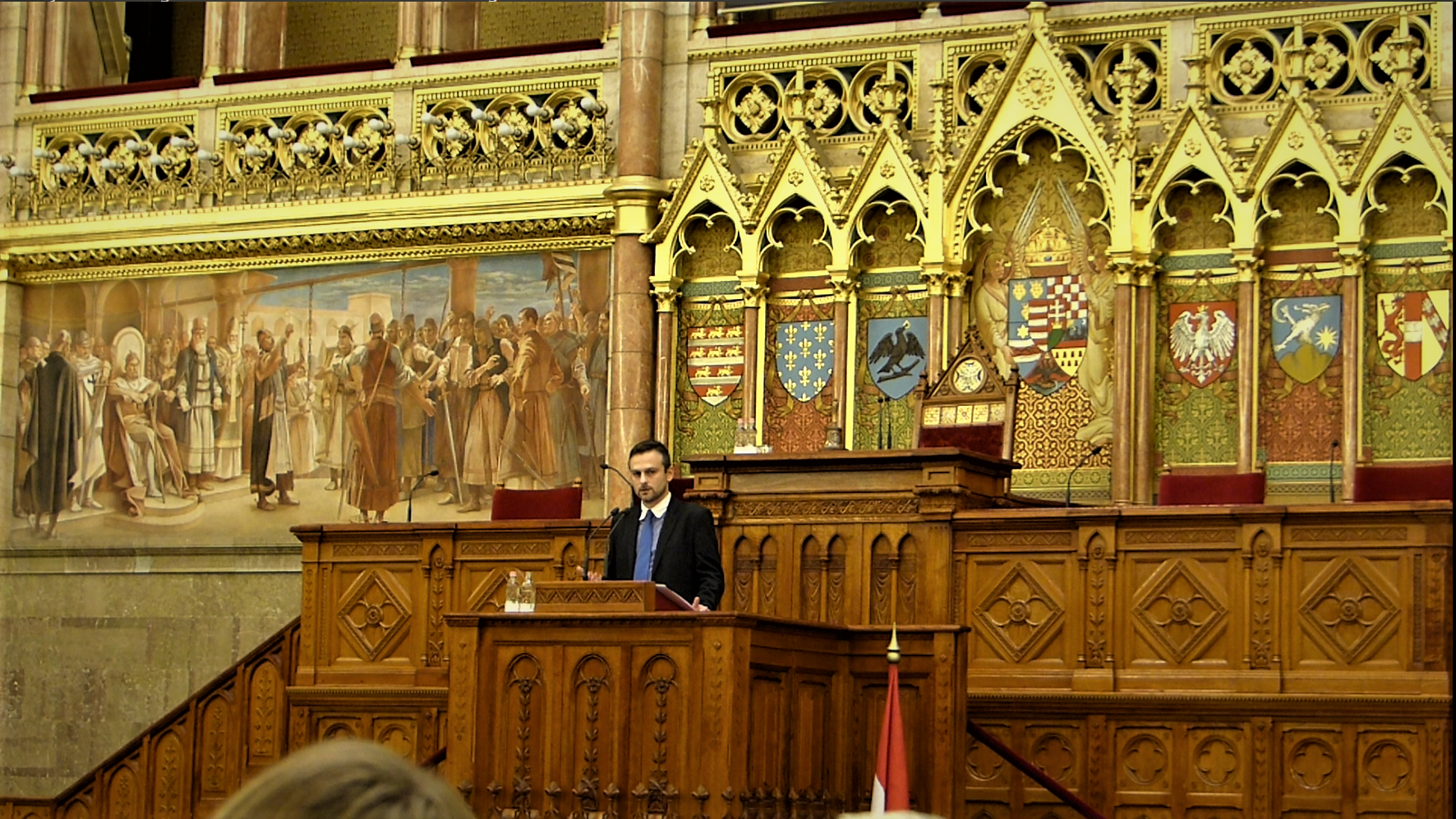
Mitrovits Miklós a Sztálin árnyékában – A szovjet modell exportja Kelet-Közép-Európába c. nemzetközi konferencián a magyar Parlament felsőházi termében (2017. november 24.)

## Egyéb szakmai tevékenysége
- Történészként tagja a Terra Recognita Alapítványnak. Részt vett az alapítvány gondozásában megjelent Europe in Budapest - A Guide to its Many Cultures című kiadvány elkészítésében.
- A PAREVO - Párhuzamos Forradalmak Kelet-Közép-Európában - Nemzetközi Dokumentumfilm Fesztivál szervezője (Nagy Ernővel közösen).
- 2014-2015 folyamán a budapesti Lengyel Intézetben a Történelemórák a Szabadságról című programsorozat moderátora.
- A Lengyel Tudományos Akadémia Történeti Intézete Évkönyve (Polska 1944/45–1989) Szerkesztőségi Tanácsának tagja.
- A Central European Horizons folyóirat szerkesztőbizottságának tagja. Archiválva 2022. szeptember 20-i dátummal a Wayback Machine-ben
- A 2018-ban újraindított Magyar–Lengyel Könyvtár-sorozat (Bibliotheca Hungaro-Polonica) szerkesztője.

## Fordításai
- 2016: Igor Janke: Erőd. A harcoló Szolidaritás története című nagy sikerű történelmi regénye.[3]
- 2018: Maria Zima: A magyar katonák és a varsói felkelés című monográfiája.[4]
- 2023: Wacław Felczak: Europa Centralis. Válogatott tanulmányok. Bp. Gondolat Kiadó (6 tanulmány).

## Filmjei
- 2010-ben Nagy Ernő filmrendezővel közösen filmet készített a lengyel Szolidaritás történetéről „Így kiáltok én, lengyel föld fia…” – A lengyel Szolidaritás címmel.[5]
- 2017-ben Tóth Gábor rendezővel Néma visszhang címmel dokumentumfilmet készített Nagy Imre kivégzésének lengyelországi fogadtatásáról.[6]
- 2019-ben Nagy Ernő filmrendezővel közösen mintegy 20 oktatási célú történelmi kisfilmet készített a POLHUNATION projekten belül.[7]

## Díjai, elismerései
- 2014: Lengyel Köztársaság Érdemrendjének Lovagkeresztje.[8]
- 2023: Henryk Wereszycki és Wacław Felczak Tisztelet Díj [Nagroda Honorowa im. Wacława Felczaka i Henryka Wereszyckiego][1][2]

## Főbb publikációi
- A szocializmus csapdájában. Politika, gazdaság, kultúra és sport a magyar–lengyel kapcsolatokban (1945–1990). Budapest, HUN-REN BTK TTI, 2023.
- Zakazane kontakty. Współpraca opozycji polskiej i węgierskiej 1976–1989 (przekład Szymon Brzeziński), Warszawa, IPN, 2022.
- Magyar labdarúgóedzők Lengyelországban 1921-1975. Budapest, Aposztróf Kiadó, 2022.
- (Szerk.) Lengyelkérdés Magyarországon az első világháborúban. Budapest, ELKH BTK TTI, 2022.
- (Szerk.) Magyarország külkapcsolatai (1945-1990). Budapest, ELKH BTK TTI, 2021. (Horváth Sándorral és Kecskés D. Gusztávval)
- (Szerk.) „Állunk a határon kezünket nyújtjuk...” / „Stoimy na granicy wyciągamy ręce…”. Budapest-Warszawa, Országház Kiadó - Wydawnictwo Sejmowe, 2021 (Gyurcsík Ivánnal)
- Tiltott kapcsolat. A magyar-lengyel ellenzéki kapcsolatok. Budapest, Jaffa Kiadó, 2020.
- Węgierskie pamiątki w Polsce. Budapest, Antall József Knowledge Centre, 2019. (Kovács Istvánnal)
- Magyar zászló a Visztula felett. Magyar–lengyel kapcsolatok a magyar diplomácia szemével. Budapest, Országház Könyvkiadó, 2019. (Gerencsér Tiborral és Marcin Graddal)
- (Szerk.) Hídépítők. A magyar-lengyel kapcsolatok arcképcsarnoka. Budapest, Rézbong Kiadó, 2018.
- (Szerk.) Magyarok és lengyelek a 19. században [Egy 1944-ben betiltott könyv]. Budapest, MTA BTK TTI - Magyarországi Bem József Lengyel Kulturális Egyesület, 2018.
- (Szerk.) Sztálin árnyékában - A szovjet modell exportja Kelet-Közép-Európába (1944-1948). Budapest, Országház Könyvkiadó, 2018.
- (Szerk.) „A Szovjetunióval örök időkre és soha máshogy!”: Az 1956-os magyar forradalom csehszlovák dokumentumai. Budapest, MTA BTK TTI, 2018. (Bencsik Péterrel)
- Magyar emlékek Lengyelországban. Budapest, Antall József Tudásközpont, 2017. (Kovács Istvánnal)
- Flaga węgierska nad Wisłą Z dziejów placówki dyplomatycznej Węgier w Warszawie. Warszawa, Most, 2017. (Gerencsér Tiborral és Marcin Graddal)
- (Szerk.) Lengyel, magyar „két jó barát”. A magyar-lengyel kapcsolatok dokumentumai, 1957-1987. Budapest, Napvilág Kiadó, 2014.
- Kérdések és válaszok a Kádár-korról. Budapest, Napvilág Kiadó, 2013. (Feitl Istvánnal, Ripp Zoltánnak és Takács Róberttel)
- A remény hónapjai… A lengyel Szolidaritás és a szovjet politika (1980-1981). Budapest, Napvilág Kiadó, 2010.
- (Szerk.) After Twenty Years – Reasons and Consequences of the Transformation in Central and Eastern Europe. Eds: Krisztián Csaplár-Degovics, Miklós Mitrovits, Csaba Zahorán. Berlin, OEZ Verlag, 2010.
- (Szerk.) Rendszerváltás és történelem. Tanulmányok a kelet-európai átalakulásról. Szerk.: Krausz Tamás, Mitrovits Miklós, Zahorán Csaba. Budapest, L’Harmattan Kiadó, 2009.
- (Szerk.) Kádár János és a 20. századi magyar történelem. Tanulmányok. Szerk.: Földes György, Mitrovits Miklós. Budapest, Napvilág Kiadó, 2012.

## Külső hivatkozások
- Magyar Tudományos Művek Tára (publikációk)
- Saját profil az MTA BTK TTI oldalán Archiválva 2016. március 4-i dátummal a Wayback Machine-ben
- Adatlapja az MTA oldalán
- Adatlapja az NKE oldalán
- Saját profil az academia.edu oldalon
- Interjú az ujkor.hu oldalon